# Vitrinula hahajimana
Vitrinula hahajimana fue una especie de molusco gasterópodo de la familia Ariophantidae en el orden de los Stylommatophora.

## Distribución geográfica
Fue  endémica del Japón.    